# 法鲁克一世
法魯克一世（阿拉伯語：فاروق الأول；拉丁语转写：Fārūq al-Awwal，1920年2月11日—1965年3月18日），全名穆罕默德·法魯克（Muhammad Fārūq），埃及国王，1936年至1952年在位，是穆罕默德·阿里王朝的第十任统治者。

## 早年生活
法魯克於1920年2月11日出生於埃及亚历山大港蒂恩角宮（又譯埃及冬宮），奥斯曼帝国埃及省督穆罕默德·阿里帕夏的玄孙，埃及苏丹福阿德一世与王后娜兹莉的长子，在福阿德一世所有儿子中排行第二。福阿德一世原正為無繼承人之事煩惱，法魯克的出生使他極為高興，當日大擺酒宴，慶祝三日。法魯克刚出生便成为苏丹世子。1922年福阿德称埃及国王，法鲁克成为埃及王储，被封为“赛义德亲王”。
法魯克於五歲開始接受教育，不過他有學習障礙，所以毫無進步。但法魯克在父親的栽培下，意外練得一手好字。盼望能有所作為的父亲決定將法魯克送去英國深造，但他不學無術，成日與貴族子弟以賭博及打獵當作消遣。除此之外法魯克生性好色，常與少女廝混，至少與十幾位女性有過關係。
1936年5月，法魯克因父親去世而繼承王位，年僅十六歲便坐擁1億美元的財產、200輛汽車和7.5萬英畝肥沃土地。直到1937年7月26日法魯克正式達到法定年齡順勢登基。

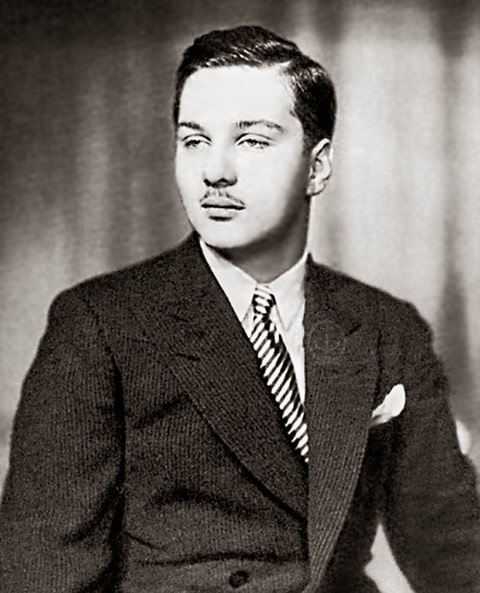
1937年的法魯克一世

## 在位生活
繼承王位後的法魯克於1938年與貴族千金小姐法里達（Farida Favzira）成婚，不過婚後仍成日勾引婦女，公開主張人在愛情上不應受到束縛，應當允許有情婦存在。其情婦不勝枚舉，如知名女星及才女，1948年法魯克與法里達離婚。
除此之外法魯克也以暴饮暴食闻名，一頓早餐可食用十二顆雞蛋，午餐亦可食用40隻鵪鶉，一天可飲用高達三十瓶的啤酒，時常將自己關進黑暗房間裡不斷食用巧克力，甚至體重直線上升至300磅。任內仍維持其嗜賭本性，曾於7小時內輸掉15萬美元。
法魯克還有一個相當知名的癖好：盗窃。法魯克於監獄中與一位老扒手拜師學藝，學了一身竊盜功夫，為感謝這名扒手，竟破天荒的使其出獄。法魯克學成後便縱橫宮內各種舞會及晚會，遊走貴賓之間行竊，並將得手之物當作個人收藏。其最為人所知之事跡是竊取了英國首相邱吉爾的懷錶，最後因英國政府嚴正抗議後，法魯克才將懷錶交還邱吉爾。法魯克也曾於1944年礼萨汗送葬隊經過埃及時，從礼萨汗的遺體上偷走了陪葬物，包括寶劍、飾帶和勳章。知曉內情者則戲稱法魯克為「開羅小偷」。
1940年6月意大利王國對英國宣戰並入侵埃及後，法魯克寫信給希特勒如果德國和意大利軍隊佔領埃及，埃及會加入軸心國。因為法魯克不喜歡英國、加上軸心國攻勢處於優勢而親意大利和德國，所以當英國駐埃及外交官藍普森要法魯克移除他的意大利僕人時，法魯克反問他：「當你趕走你的意大利人（藍普森的妻子是意大利人）時我才趕走我的意大利人」。1942年2月時埃及更發生示威，要求德意聯軍戰勝英軍並佔領埃及，最終英國在同年年2月策動阿布丁王宮政變，藍普森試圖迫親軸心國的法魯克退位，但最終法魯克妥協才沒有被退位。隨著德國及意大利軍隊在第二次阿拉曼戰役被趕出埃及，法魯克又被迫重新親英。
法魯克於1948年在珠寶店結識了一位十六歲的女孩納里曼（Narriman），立刻對年輕貌美的她進行熱烈追求。納里曼父母只好讓她與未婚夫扎基·哈謝姆解除婚約，於1951年5月6日與31歲的法魯克成婚。法魯克為納里曼準備了釘上兩萬多顆鑽石的新娘禮服，數千美元的女裝，以及十三個禮拜的歐洲豪華旅行。

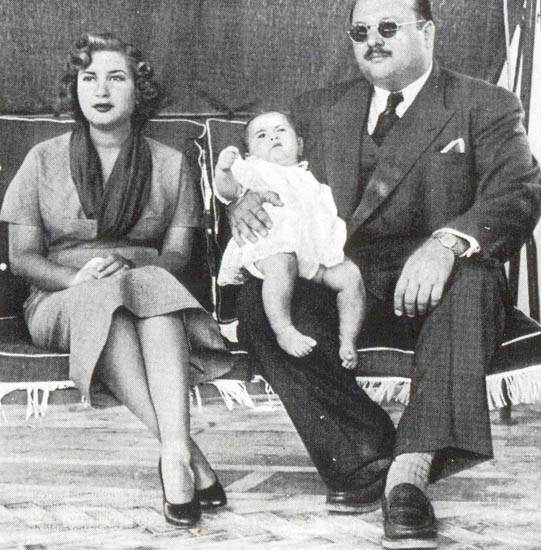
法魯克一世，納里曼王后和他們的兒子法魯克二世于1953年在卡普裡島留影

法魯克十分重視教育，任內建立了不少學校，但成效不大，未能獲得群眾肯定，甚至有朝臣暗中批評他治國無方。
1952年，納賽爾領導的自由軍官組織在毫無預警之下包圍了法魯克一世的蒂恩角宮，法魯克一世被迫在7月26日簽字退位。法魯克被允許乘坐皇家遊艇馬赫魯薩號流亡希臘及義大利，他在船上的38箱香檳箱中藏了無數金銀財寶，但其他財物都遭革命黨奪下。人們在他的寓所內除了發現其個人收藏的寶物、文物和贓物外，也發現了大量的色情書刊。

## 退位生活
法魯克於1952年宣佈王位由年僅六個月大的兒子福阿德二世繼任，自己則流亡義大利。
1953年6月18日，埃及軍事政變當局正式宣佈廢除君主制，建立埃及共和国。
王后納里曼在1954年與法魯克辦理離婚，心灰意冷的法魯克在羅馬路上四處找人求婚，但其魅力及權力早已不如當年。
1965年3月18日，法魯克死於義大利羅馬的聖卡米洛醫院，終年45歲，葬於開羅。其死後眾說紛紜，陰謀論者認為法魯克是被埃及秘密警察暗殺。

## 子女

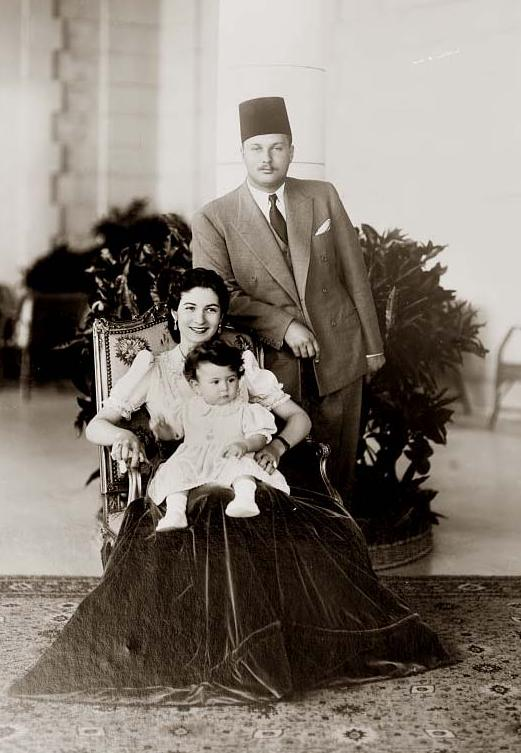
法鲁克与王后法里達、长女法里亚尔（1940年）

法魯克於1938年1月20日与法里達·法夫齐拉（Farida Favzira，1921年9月5日—1988年10月15日）成婚，1948年11月17日离婚，婚后有三个女儿：
- 长女法里亚尔（Farial），1938年11月17日生于亚历山大港，1966年在伦敦与瑞士人让-皮埃尔·佩尔腾（Jean-Pierre Perreten ）结婚，有一女。2009年11月29日在瑞士日内瓦去世。
- 次女法伊齐亚（Faizia），1940年4月7日生于开罗，2005年1月27日在瑞士去世。
- 三女法狄亚（Fadia），1943年12月15日生于开罗，1965年在伦敦与瑞士人彼得·亚历克谢耶维奇·奥尔洛夫结婚，有二子。

1951年5月6日法魯克与納里曼·萨蒂克（Nariman Sadeq，1934年10月31日—2005年2月16日）结婚，有一子：
- 长子艾哈迈德·福阿德（Ahmad Fu'ad），1952年至1953年为埃及国王。

| 前任： 福阿德一世 | 埃及和苏丹国王，努比亚、科尔多凡和达尔富尔的君主 1936年-1952年 | 继任： 福阿德二世 |